# Arushia
Arushia is een geslacht van wantsen uit de familie van de Tingidae (Netwantsen). Het geslacht werd voor het eerst wetenschappelijk beschreven door Carl John Drake in 1951.

## Soorten
Het genus bevat de volgende soorten:

- Arushia connata Drake, 1951
- Arushia horvathi Drake, 1951